# أوسكار أكوستا
أوسكار أكوستا (بالإنجليزية: Oscar Acosta)‏ هو لاعب كرة قاعدة أمريكي، ولد في 21 مارس 1957 في بورتاليس في الولايات المتحدة، وتوفي في 19 أبريل 2006 في سانتو دومينغو في جمهورية الدومينيكان بسبب حادث مرور.

## وصلات خارجية
- أوسكار أكوستا على موقعبيزبول رفرنس.كوم (الدوري الثانوي) (الإنجليزية)